# Palmira, Zacatecas
Palmira är en ort i Mexiko.   Den ligger i kommunen Fresnillo och delstaten Zacatecas, i den centrala delen av landet, 500 km nordväst om huvudstaden Mexico City. Palmira ligger 2 079 meter över havet och antalet invånare är 317.
Terrängen runt Palmira är en högslätt. Runt Palmira är det ganska glesbefolkat, med 38 invånare per kvadratkilometer. Närmaste större samhälle är Fresnillo, 19,0 km väster om Palmira. Omgivningarna runt Palmira är i huvudsak ett öppet busklandskap.